# Enone (mitologia)

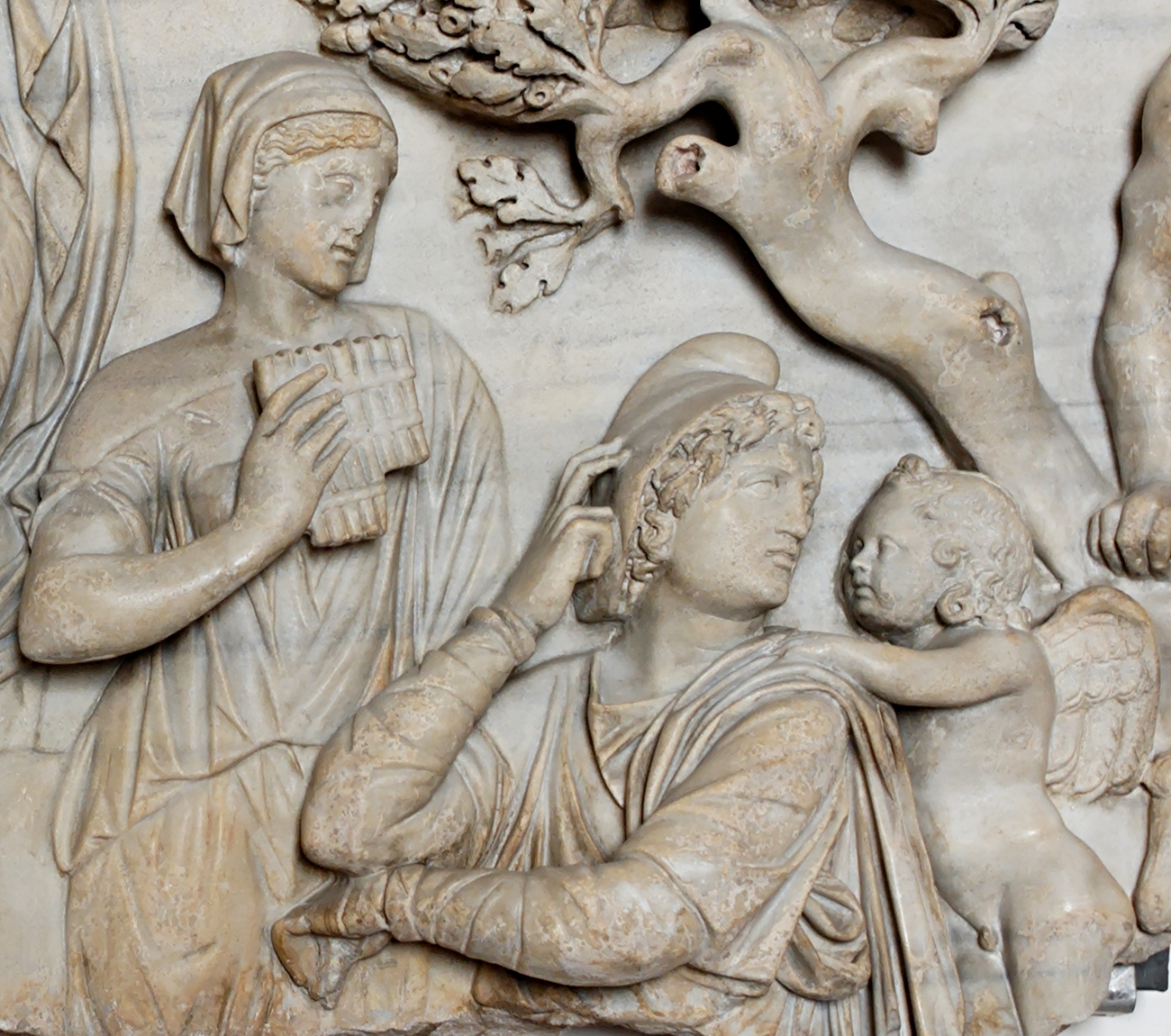
Enone (a sinistra) suona la siringa

Enone (in greco antico: Οἰνώνη?, Oinónē) era una ninfa, figlia del dio fluviale Cebreno.

## Mito
Tradizionalmente abitava il monte Ida, in Frigia, dove imparò l'arte medica da Apollo quando questi prestò servizio come pastore alla corte di Laomedonte e la istruì nel potere curativo delle erbe.
In seguito Enone incontrò per caso il giovane Paride quando questi ancora era un pastore; ne seguì un amore nel quale Enone decisamente offriva più affetto di quanto ne ricevesse. Dalla loro unione nacque Corito. Dopo il rapimento di Elena di Sparta da parte di Paride la ninfa, delusa dal comportamento dell'amato, decise di isolarsi sul monte Ida, dopo aver mandato il proprio figlio Corito alla guida dei Greci nella guerra contro Troia.
Quando in seguito Filottete ferì mortalmente Paride con le sue frecce avvelenate dall'Idra di Lerna, quest'ultimo fu portato da Enone con la speranza che ella riuscisse a guarirlo. Tuttavia il forte rancore che la donna provava nei confronti del troiano le impedì di curarlo. In seguito, pentita del suo comportamento, Enone si precipitò da Paride quando era ormai troppo tardi. Impazzita per il rimorso, si uccise, salendo sul rogo in fiamme del suo amato Paride, oppure impiccandosi, oppure gettandosi dalle mura, essendo le versioni al riguardo le più varie.

## Varianti
Le diverse versioni del mito si distinguono per alcune varianti.
Secondo la Biblioteca di Apollodoro di Atene Enone apprese l'arte profetica grazie a Rea, mentre per Ovidio fu Apollo ad affidarle l'arte medica, in quanto amanti. Secondo Partenio di Nicea, Corito sarebbe stato ucciso da Paride per gelosia nei confronti di Elena, invece nell'opera di Conone (grammatico) è proprio Enone a tentare Elena attraverso il figlio provocandone l'uccisione.
Il suicidio consiste nell'impiccagione per Conone (grammatico), mentre per Licofrone si getta da una roccia.

## Fortuna
La figura di Enone non compare nelle opere né di età arcaica né classica, pertanto è dubbia l'origine del mito, la cui prima attestazione è all'interno dell'opera drammatica Alessandra di Licofrone, testo in lingua greca del IV-III secolo a.C.. Ripresa, poi, nelle Eroidi ovidiane, la ninfa risulta un personaggio rilevante per l'espressione soggettiva della sua condizione, che scavalca l'imparzialità dell'epica e crea un personaggio del tutto elegiaco.
Il personaggio compare anche in un'opera tarda, i Posthomerica di Quinto Smirneo, scritti tra II e III secolo d.C., in cui ci si concentra sul dialogo tra Paride in punto di morte e Enone prima del tragico finale, quando si getta direttamente sul rogo dell'amato.